# Municipio de Saarde
El municipio de Saarde (estonio: Saarde vald) es un municipio estonio perteneciente al condado de Pärnu.

## Localidades (población año 2011)
- Ilvese 86
- Jaamaküla 121
- Jäärja 61
- Kalda 65
- Kalita 85
- Kamali 42
- Kanaküla 46
- Kärsu 25
- Kikepera 35
- Kilingi-Nõmme 1,763
- Kõveri 5
- Lähkma 28
- Laiksaare 71
- Lanksaare 11
- Leipste 86
- Lodja 110
- Marana 21
- Marina 21
- Metsaääre 142
- Mustla 18
- Oissaare 16
- Pihke 2
- Rabaküla 96
- Reinu 19
- Ristiküla 75
- Saarde 318
- Saunametsa 21
- Sigaste 68
- Surju 271
- Tali 256
- Tihemetsa 532
- Tõlla 82
- Tuuliku 5
- Väljaküla 43
- Veelikse 91
- Viisireiu 53[1]